# El silencio a gritos
El silencio a gritos es una película coproducción de Argentina y Bolivia filmada en colores dirigida por José Celestino Campusano sobre su propio guion que se estrenó el 15 de abril de 2018.

## Sinopsis
Un joven que abusa sexualmente de su hermana adolescente  en el seno de una familia de comerciantes de clase media-baja de El Alto, el populoso suburbio de la ciudad boliviana de La Paz.

## Reparto
Participaron del filme los siguientes intérpretes:
- Ángel Miranda
- Nahir Millares
- Yara Mamani
- Luis Fernando Castillo
- Iván Nogales Bazán

## Comentarios
Ezequiel Boetti en el sitio web otroscines opinó:

”…diálogos directos...actores no profesionales...situaciones cotidianas como disparadores de conflictos morales...Pero cuando sale de la Argentina es como si faltara una cuota de verdad que vuelve visible los hilos del dispositivo, convirtiendo a sus películas en réplicas risibles de sí mismas…se lo nota deliberadamente artificioso, más allá del efecto de las locaciones reales donde transcurre el relato. Director habituado a personajes sin derecho a voz en gran parte del cine argentino, Campusano recurre aquí a un maniqueísmo que le quita complejidad y gramaje emocional a la película, ubicando a sus protagonistas en el bando de los buenos o malos. En ese sentido, la última escena es sintomática de esa división. Una división de la que es imposible salir.

Alejandro Lingeri en La Nación escribió:

”… una cruda historia de incesto...un estilo narrativo sencillo que se complementa naturalmente con una historia bien directa y que también contempla (y se adapta a) los límites de un elenco integrado una vez más por actores sin mucha experiencia. Está claro que la ética del cine de Campusano está orientada, por sobre todas las cosas, a desarrollar una manera de entender su funcionalidad social y, en ese mismo proceso, comprometerse para intervenir con sus propias ideas. Esa convicción es la que determina su estética, singular y sostenida contra viento y marea a lo largo de los años.”